# Philippe Sandler
Philippe Sandler (* 10. Februar 1997 in Amsterdam) ist ein niederländischer Fußballspieler. Der Innenverteidiger steht als Leihspieler von Manchester City beim ES Troyes AC unter Vertrag.

## Vereine
Er stammt aus der Jugend von Ajax Amsterdam. Dabei gab er sein Debüt in der Eredivisie am 13. August 2016 im Spiel gegen Sparta Rotterdam.
Zur Saison 2016/17 wechselte er mit einem Vertrag über drei Jahre zum PEC Zwolle. Bereits nach zwei Jahren wechselte Sandler, nachdem zwischen den Vereinen eine Ablösesumme von 2,6 Millionen Pfund vereinbart wurden war, zum britischen Verein Manchester City.
Infolge einer Knieverletzung fiel er von Sommer bis Oktober 2018 aus. Anschließend stand er nur bei einem Ligaspiel der ersten Mannschaft im Kader, spielte aber auch dort nicht tatsächlich. Lediglich in den weiteren Wettbewerben und in der U23-Mannschaft bestritt er einige Spiele für Manchester.
Zur Saison 2019/20 wechselte Sandler für ein Jahr auf Leihbasis zum belgischen Erstligisten RSC Anderlecht, zu dem mit Beginn dieser Saison auch sein ehemaliger Mitspieler bei City, Vincent Kompany, als Spieler-Manager gewechselt war. Aufgrund einer Knieverletzung betritt er sein letztes Ligaspiel am 4. Oktober 2019. Insgesamt stand er daher bis zum Abbruch der Saison infolge der COVID-19-Pandemie nur in acht Liga- sowie zwei Pokalspielen für den RSC Anderlecht auf dem Platz. Nach Ablauf der Saison kehrte er nach Manchester zurück.
In der Saison 2020/21 spielte Sandler in der Profimannschaft keine Rolle. Er kam zu 5 Einsätzen in der U23.
Ende August 2021 wechselte Sandler gemeinsam mit Patrick Roberts am letzten Tag der Transferperiode bis zum Ende der Saison 2021/22 auf Leihbasis zum französischen Erstligisten ES Troyes AC, der ebenfalls zur City Football Group gehört.

## Nationalmannschaft
In 2017 bestritt Sandler vier Länderspiele für die niederländische U20-Nationalmannschaft im Rahmen der U20-Elite League.